# Мсцивоюв
Мсцивоюв (пол. Mściwojów, нім. Profen) — село в Польщі, у гміні Мсцивоюв Яворського повіту Нижньосілезького воєводства.
Населення — 431 особа (2011).
У 1975-1998 роках село належало до Легницького воєводства.

## Демографія
Демографічна структура станом на 31 березня 2011 року:
|          | Загалом | Допрацездатний вік | Працездатний вік | Постпрацездатний вік |
| -------- | ------- | ------------------ | ---------------- | -------------------- |
| Чоловіки | 211     | 36                 | 155              | 20                   |
| Жінки    | 220     | 37                 | 126              | 57                   |
| Разом    | 431     | 73                 | 281              | 77                   |